# مكتبة ولاية داكوتا الشمالية

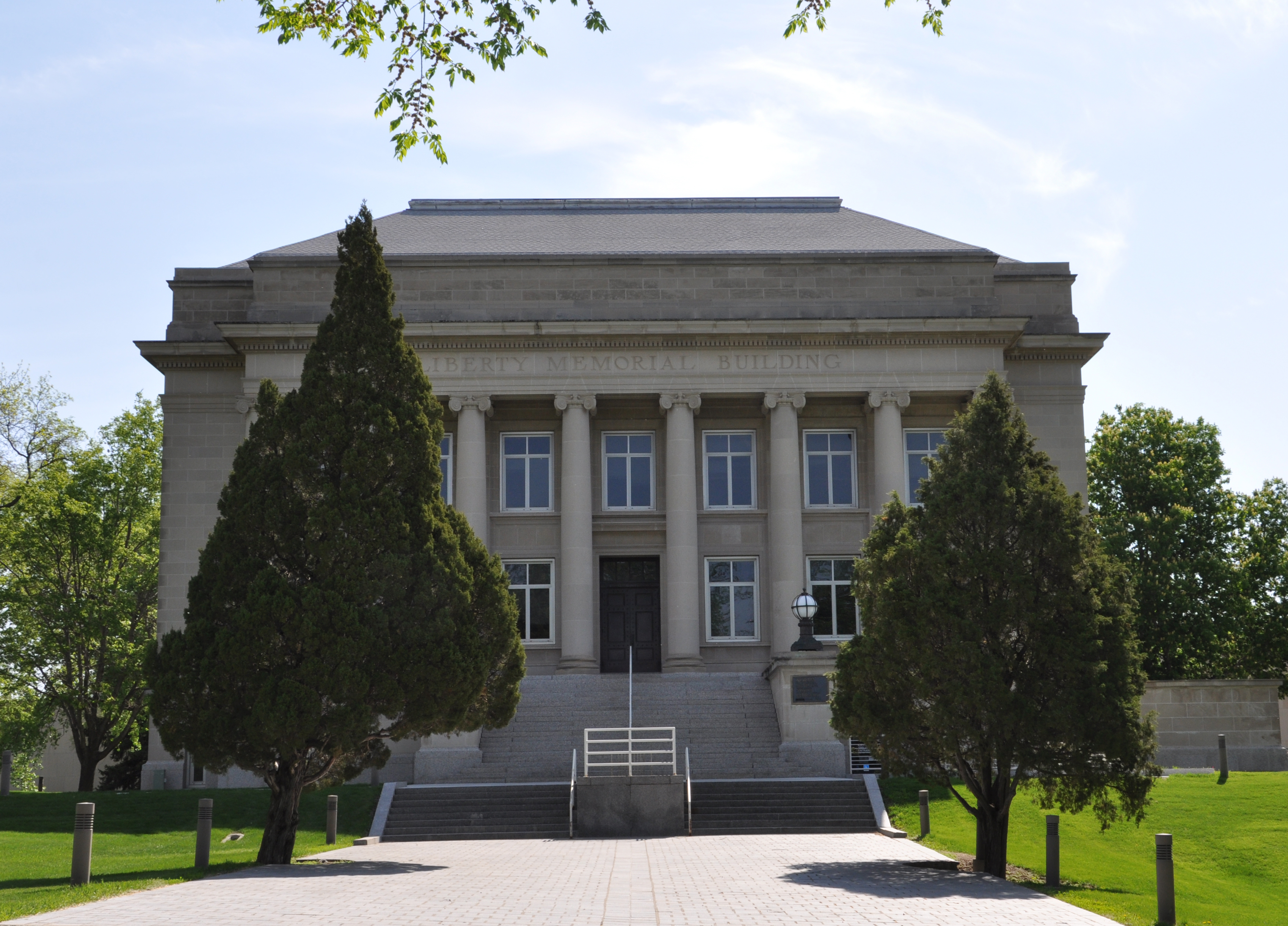
مكتبة ولاية داكوتا الشمالية

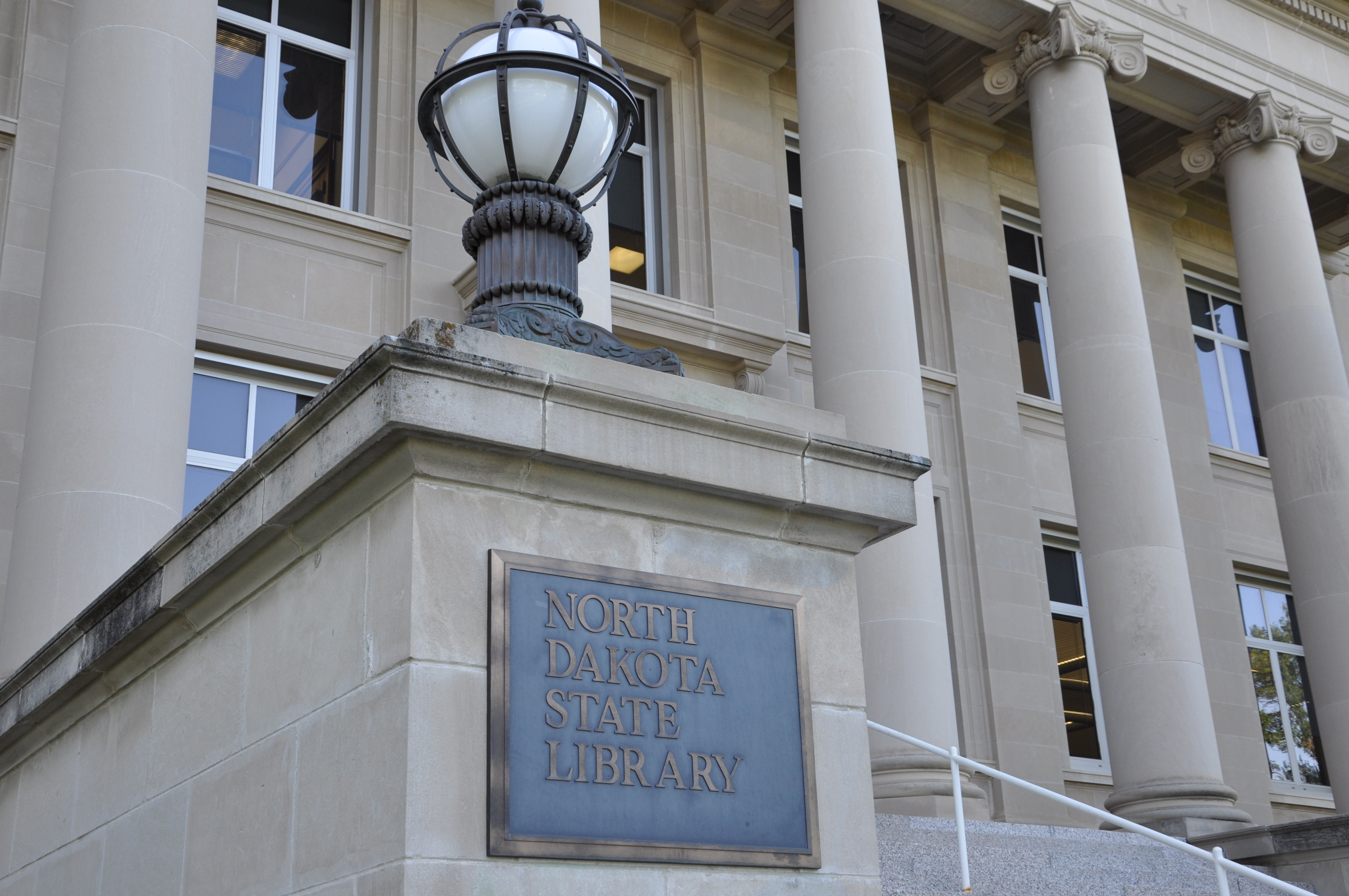
مكتبة ولاية داكوتا الشمالية

مكتبة ولاية داكوتا الشمالية هي مكتبة تديرها الحكومة في ولاية داكوتا الشمالية. تقع المكتبة في عاصمة الولاية بسمارك، وتعمل منذ عام 1907. مكتبة الولاية هي قسم من إدارة التعليم العام في داكوتا الشمالية.

## تاريخ
تأسست مكتبة الولاية باسم لجنة المكتبات العامة في عام 1907، واحتلت غرفة واحدة في مبنى الكابيتول بولاية نورث داكوتا. في عام 1909، تم تغيير اسم المكتبة إلى هيئة مكتبة الولاية. في عام 1936، انتقلت المكتبة إلى مبنى ليبرتي ميموريال، حيث بقيت حتى عام 1970. في تلك المرحلة، انتقلت المكتبة هذه المرة إلى مبنى راندال شمال المدينة. تم تغيير اسمها إلى مكتبة ولاية نورث داكوتا في عام 1979، والذي لا يزال حتى اليوم. في عام 1982، عادت مكتبة الولاية إلى مبنى ليبرتي ميموريال، موقعها الحالي. 

## أمناء المكتبة
- ماري جيه سوسي، 2014 حتى الآن
- هولن إي بيفينز، 2010-2013
- دوريس أ.وت، 2001-2010
- جوزيف سي لينيرتس (مدير بالإنابة)، 2000-2001
- مايك جاوجستيتر، 1996-2000
- جوزيف سي لينيرتس (مدير بالإنابة)، 1995-1996
- وليام ر. سترادر، 1991-1993
- باتريشيا إل هاريس، 1985-1991
- مارجريت م. ستيفاناك، 1983-1985
- روث إي ماهان، 1981-1983
- ريتشارد ج. ولفرت، 1969-1981
- ليون موريسون (مدير بالإنابة)، 1968-1969
- فريدا و.هاتن، 1964-1968
- هازل ويبستر بيرنز، 1948-1964
- ليليان إي كوك ، 1922-1948
- ماري إي داوني، 1921-1923
- بلانش هيدريك، 1919-1921
- ميني كلارك بودلونج، 1909-1919
- زانا كي ميلر، 1907-1908 [2]

## مهمة
مكتبة الولاية متخصصة في خدمات المعلومات لوكالات الدولة والعامة. 

## الإدارات
تضم مكتبة ولاية داكوتا الشمالية أربعة أقسام: الخدمات الإدارية وخدمات التكنولوجيا وخدمات المستفيدين وخدمات المكتبات. تشمل الإدارات التابعة لهذه الأقسام: الإدارة والفهرسة والتداول والمبادرات الرقمية وتكنولوجيا المعلومات والإعارة بين المكتبات وتطوير المكتبات والمعلومات العامة والمراجع والكتب الناطقة.  

## المنشورات
ينتج موظفو مكتبة ولاية داكوتا الشمالية منشورات حول رؤية المكتبة وخدمات مكتبة الولاية وكتيبات لأعضاء مجلس إدارة مكتبة ولاية نورث داكوتا العامة وحقوق التأليف والنشر والإعارة بين المكتبات وقانون مكتبة داكوتا الشمالية وأوامر البحث وإحصائيات مكتبة داكوتا الشمالية العامة. تشمل هذه المنشورات:
- كتيبات
- نشرات إعلانية
- كتيبات وأدلة
- دلائل المكتبة
- التقارير [6]

## روابط خارجية
- الموقع الرسمي
- ساهمت وسائل الإعلام بمكتبة ولاية داكوتا الشمالية (ويكيميديا كومنز)